# Scleria ramosa
Scleria ramosa är en halvgräsart som beskrevs av Charles Baron Clarke. Scleria ramosa ingår i släktet Scleria och familjen halvgräs. Inga underarter finns listade i Catalogue of Life.